# Grand Rapids Owls
Grand Rapids Owls byl profesionální americký klub ledního hokeje, který sídlil v Grand Rapids ve státě Michigan. V letech 1977–1980 působil v profesionální soutěži International Hockey League. Owls ve své poslední sezóně v IHL skončily v základní části. Své domácí zápasy odehrával v hale DeltaPlex Arena s kapacitou 5 000 diváků. Klubové barvy byly červená, černá a bílá.
Založen byl v roce 1977 po přestěhování týmu Columbus Owls do Grand Rapids.

## Přehled ligové účasti
Zdroj: 
- 1977–1980: International Hockey League (Jižní divize)